# Фогль, Иоганн Непомук
Иоганн Непомук Фогль (нем. Johann Nepomuk Vogl ; 7 февраля 1802, Вена — 16 ноября 1866) — австрийский писатель

, поэт-лирик, публицист и журналист.

## Биография
Биографических сведений о его жизни сохранилось мало. Известно, что он родился в очень богатой семье, получил образование в родном городе и формально был сотрудником юридической фирмы, но на деле занимался почти исключительно литературой и состоял членом литературного кружка, собиравшегося в венском кафе Silbernes Kaffeehaus. В 1822 году женился, после смерти жены через год вступил во второй брак. На протяжении своей жизни много путешествовал, в том числе в венгерские земли Австрийской империи и в Италию. С 1841 по 1848 год сотрудничал в редакции венской газеты «Oesterreichischen Morgenblattes». В 1845 году получил степень почётного доктора философии от университета Йены.
В 1865 году тяжело заболел и скончался через год. Похоронен в склепе на Центральном кладбище Вены.

## Творчество
Его творчество представлено стихами, балладами, драмами, рассказами и очерками, также он был автором ряда книг—"попутчиков" (например, «Австрийского народного календаря»). Многие его баллады, написанные в стилистике романтизма, были положены на музыку австрийскими композиторами и обрели популярность. Главные работы Фогля:
- «Balladen und Romanzen» (Вена, 1835, 1837, 1841 и 1846);
- «Lyrische Blätter» (там же, 1836, 2 издания, 1844);
- «Novellen» (там же, 1837);
- «Volksmärchen» (там же, 1837);
- «Neueste Dichtungen» (Пешт, 1843);
- «Deutsche Lieder» (Йена, 1845);
- «Soldatenlieder» (Вена, 1849, 3 изд., 1856);
- «Blumen» (там же, 1852, 2 издания, 1857);
- «Neue Gedichte» (Лейпциг, 1856);
- «Aus dem Kinderparadies» (Вена, 1861, 2 издания, 1865);
- «Aus dem alten Wien» (там же, 1865).

## Переводы на русский язык
Золотое сечение. М.: Радуга, 1988. С. 92-93.